# Đại tướng quân
Đại tướng quân (tiếng Trung: 大將軍) là một chức quan võ trong hệ thống quan chế thời phong kiến khu vực Á Đông. Quyền hạn và chức năng của Đại tướng quân có sự thay đổi qua từng thời kỳ lịch sử.
Từ thời Tần Hán đến Tam Quốc, trừ một số thời điểm cá biệt, Đại tướng quân là chức quan võ lớn nhất trong triều đình, có thể đảm nhiệm vai trò Tể tướng. Từ thời Lưỡng Tấn-Ngũ Hồ, chức vị Đại tướng quân được trao tặng quá nhiều, dẫn tới mất đi chức năng ban đầu, chỉ còn là sĩ quan cấp trung hoặc là chức suông.